# Reußen (Landsberg)
Reußen ist eine Ortschaft der Stadt Landsberg im Saalekreis in Sachsen-Anhalt (Deutschland). Sie besteht aus den Ortsteilen Reußen, Zwebendorf und Droyßig.

## Geografie
Reußen liegt zwischen Halle (Saale) im Westen und Delitzsch im Osten in der Nähe der Landesgrenze zu Sachsen.

## Geschichte
Die drei von jeher landwirtschaftlich geprägten Ortsteile der Ortschaft Reußen sind slawischen Ursprungs. Die erste Erwähnung fand in den folgenden Jahren statt: Reußen im Jahr 1346 als „Rysen“, Zwebendorf 1349/50 als „Zcwibelndorf“ und Droyßig im Jahr 1347 als „Drosequitz“. Alle drei Orte lagen bis 1815 im Westen des kursächsischen bzw. königlich-sächsischen Amts Delitzsch, an der Grenze zum erzstiftlich-magdeburgischen bzw. später preußischen Saalkreis. Im Jahr 1704 sprudelte bei Droyßig eine Quelle mit angeblich heilenden Kräften, die über einige Jahre ein florierendes Kurgeschäft ermöglichte.
Durch die Beschlüsse des Wiener Kongresses kamen die Orte Reußen, Zwebendorf und Droyßig im Jahr 1815 zu Preußen. Sie wurden 1816 dem Kreis Delitzsch im Regierungsbezirk Merseburg der Provinz Sachsen zugeteilt, zu dem sie bis 1950 gehörten. Am 1. April 1936 erfolgte die Eingemeindung von Droyßig nach Zwebendorf.
Im Zuge der ersten Kreisreform in der DDR von 1950 wurden Reußen und Zwebendorf mit Droyßig wie die Stadt Landsberg am 15. Juni 1950 dem neu zugeschnittenen Saalkreis zugeordnet, der 1952 zum neuen Saalkreis im Bezirk Halle kam. Fast zeitgleich mit der Zuordnung zum Saalkreis wurde Zwebendorf mit Droyßig am 20. Juli 1950 nach Hohenthurm eingemeindet. Die Umgliederung der beiden Orte nach Reußen erfolgte am 1. Oktober 1965. Seit den 1960er Jahren bis zum Ende der DDR im Jahr 1990 wurde in Reußen intensive Rinderzucht betrieben.
Die in der Gegend südlich von Landsberg in 40 Metern Tiefe lagernde Braunkohle war seit den 1970er Jahren für den Abbau vorgesehen. In Reußen scheiterten bereits um 1858 und 1917/18 Versuche von Bergbaugesellschaften, einen Kohleschacht zu eröffnen. Der Aufschluss des „Tagebaus Hatzfeld“ südlich von Landsberg bei Queis und Sietzsch sollte nach erfolgreichen Probebohrungen im Jahr 1990 erfolgen. Dies wäre nach den Tagebauen Delitzsch-Südwest und Breitenfeld der dritte von fünf Tagebauen im Gebiet zwischen Delitzsch im Norden und Leipzig im Süden geworden. Jedoch führte die mit der Deutschen Wiedervereinigung 1989/90 einhergehende wirtschaftliche Veränderung zu einem drastischen Rückgang des Braunkohlebedarfs, was eine vorzeitige schnelle Stilllegung der bereits aufgeschlossenen Tagebaue Delitzsch-Südwest und Breitenfeld bis 1993 zur Folge hatte. Der 1990 geplante Aufschluss des Tagebaus Hatzfeld wurde nicht ausgeführt.
Nach der  Wende wurden die Ortsteile von Reußen im Rahmen der Dorferneuerung umfassend saniert. Gleichzeitig erfolgte die Erschließung neuer Wohngebiete und deren Integration in die dörflichen Strukturen.
Am 17. Februar 2005 wurde Reußen in die Stadt Landsberg eingemeindet. Reußen bildet seitdem eine von elf Ortschaften der Stadt Landsberg mit den Ortsteilen Reußen, Zwebendorf und Droyßig.

## Kultur und Sehenswürdigkeiten

### Sehenswürdigkeiten
Die Zwebendorfer Kirche wurde 1290 im romanischen Baustil errichtet. Seit dem Ende des Schmalkaldischen Krieges waren Klepzig und Zwebendorf als Schwesterkirchen vereint. Dies wurde erst mit der Neueinteilung der Pfarrbereiche im Jahr 1985 beendet, bei der Klepzig kirchlich zu Hohenthurm und Zwebendorf zu Landsberg kam. Heute gehört die Kirche Klepzig zum Pfarrbereich Landsberg, die Dorfkirche Zwebendorf hingegen zum Pfarrbereich Hohenthurm.

### Kultur
Der Fußballverein SG Reußen spielt in der Landesklasse. Weitere Vereine sind die Freiwillige Feuerwehr und der 2003 gegründete Heimatverein Zwebendorf.

## Verkehr
Reußen liegt zwischen der A 14 im Westen und der A 9 im Osten. Nördlich des Orts verläuft die Bundesstraße 100, welche von Halle in Richtung Bitterfeld führt.
Reußen hat einen Bahnhof an der Bahnstrecke Halle–Cottbus. Seit Dezember 2017 verkehrt stündlich die S-Bahn-Linie S 9 nach Halle und Eilenburg.